# 自衛隊機乗り逃げ事件
自衛隊機乗り逃げ事件（じえいたいきのりにげじけん）とは、1973年（昭和48年）6月23日に、飲酒した陸上自衛官が航空機に乗って飛び去り、機と一緒に行方不明になった事件。

## 事件の概要
1973年（昭和48年）6月23日21時ごろ、栃木県宇都宮市にある陸上自衛隊北宇都宮駐屯地（宇都宮飛行場：RJTU）の滑走路から、突然富士 LM-1連絡機が離陸した。夜間のことであり、既に管制塔も閉鎖されていたため、駐屯地内は大騒ぎになった。隊内の調査で、同駐屯地の航空学校宇都宮分校（現宇都宮校）に整備員として所属し、直前まで基地の隊員クラブで飲酒をしていた3等陸曹（当時20歳）が行方不明となっていることが判明した。
格納庫は緊急事態に備えるため、かんぬきがかかっていただけで施錠はされていなかった。当該機は南方に向かって飛び立ったのが目撃されているが、レーダーでは捕捉されなかったため、かなりの低空飛行であったと推測されている。
3曹は整備士として副操縦席に搭乗経験があったのみで操縦訓練は受けておらず、搭乗経験自体もわずか6時間45分しかなく、うちLM-1では2時間10分しかなかった。また、無線の使い方がわからなかったのか、意図的に応じなかったのかは定かではないが、呼びかけにも応答しなかった。
事件後1か月間にわたる捜索でも、機体・3曹ともに発見できなかった。LM-1に搭載された5時間20分相当（航続距離約1,300km）の燃料が尽きたため、墜落したものと推定されている。防衛庁と陸上自衛隊は、3曹が酔った勢いで突如航空機を操縦してみたいという衝動にかられ、乗り逃げしたものと断定した。
事件を起こした3曹は、同年8月1日付けで行方不明のまま懲戒免職とされた。関係者7人も航空機の管理責任を問われる形で処分されている。